# Kościół św. Marii Magdaleny w Bełku
Kościół pw. św. Marii Magdaleny w Bełku – drewniany kościół konstrukcji zrębowej zbudowany w poł. XVIII w., wieża konstrukcji słupowej zwieńczona barokowym hełmem baniastym. Świątynię otaczają zadaszenia zwane sobotami.
Kościół znajduje się na Szlaku Architektury Drewnianej województwa śląskiego w pętli rybnickiej.
Wyposażenie warte uwagi stanowi bogato zdobiony późnorenesansowy ołtarz główny (1610), odnowiony w 1670 r. z inicjatywy proboszcza Fabera, w którym znajduje się obraz patronki kościoła (dzieło Jana Fahnortha z 1849 r.) oraz dwie wkomponowane późnogotyckie rzeźby św. Katarzyny i św. Barbary datowane na początek XVI w. Do najstarszego wyposażenia należy także barokowa ambona z figurami Ewangelistów z II poł. XVII w. oraz żegnaczki na wodę święconą ufundowane w 1657 r. przez właściciela miejscowości Wojciecha (Adalberta) Holly, z wyrytymi na nich inicjałami fundatora (A.H. – Adalbert Holly). Ołtarze boczne pochodzące z 1870 r. wykonane są w stylu eklektycznym, obrazy znajdujące się w nich przedstawiają Matkę Boską oraz św. Antoniego Pustelnika. Ponadto warte uwagi są XIX-wieczne stacje drogi krzyżowej, ufundowane przez ówczesnego właściciela miejscowości Antoniego Gemander – wcześniej zarządcę u Karola Goduli oraz pochodzące z początku XIX. stulecia, posiadające klasycystyczną obudowę, organy – dzieło organmistrza Havla z Pyskowic.
Wokół kościoła położony jest stary cmentarz parafialny z nagrobkami w większości z XIX wieku. Cmentarz otacza zabytkowy, kamienny mur z wmurowanymi kunami, służącymi w zamierzchłych czasach do zakuwania, wystawionych na widok publiczny, grzeszników. Znajdują się na nim nagrobki m.in. dzieci Johna Baildona – Wilhelm i Maria, proboszczowie parafii w Bełku: Ludwig Blaszczyk (zm. II poł. XIX w.) oraz Henryk Kańczyk (zm. 1908), jak także przedstawiciele dawnej szlachty śląskiej (Jan Menzel zm. 1825 oraz Johann Teodor Muller zm. 1826). Podziwiać można także XIX-wieczną kolumnę ufundowaną przez Richarda Holtze – jednego z założycieli miasta Katowice na cześć jego ojca Fryderyka oraz neogotyckie żeliwne krzyże nagrobne zmarłych z rodziny Martin (z lat 1845 i 1848). Ozdobą otoczenia kościoła są również dwa krzyże kamienne pochodzące z lat 1874 i 1878. Ponadto na terenie przykościelnym rośnie dąb szypułkowy o obwodzie ok. 460 cm – pomnik przyrody.
Obok kościoła znajduje się plebania zbudowana rzekomo w 1745 r., przebudowana w XIX w., XIX-wieczny budynek gospodarczy oraz ogród z licznymi starymi okazami drzew i krzewów ozdobnych. Warta uwagi jest także neogotycka kaplica z 1860 r. ufundowana przez Antona Gemandera znajdująca się na, porośniętym starodrzewem dębowo-lipowym, kopcu, będącym prawdopodobnie śladem średniowiecznego grodziska.
W 2008 rozważano przeniesienie kościoła do Wodzisławia Śląskiego, ale zaprotestowała część mieszkańców Bełku, również konserwatorzy zabytków wyrazili swój sprzeciw. Współcześnie kościół pozostaje zamknięty, a nabożeństwa odbywają się w nowym kościele.
W 2012 zakończył się pierwszy etap renowacji zabytkowej świątyni.
Decyzją z 15 listopada 2019 do rejestru zabytków (nr rej. A/577/2019) wpisano mur z kamienia polnego, nakryty dwuspadowym daszkiem podbitym gontem, zlokalizowany wokół drewnianego kościoła parafialnego.

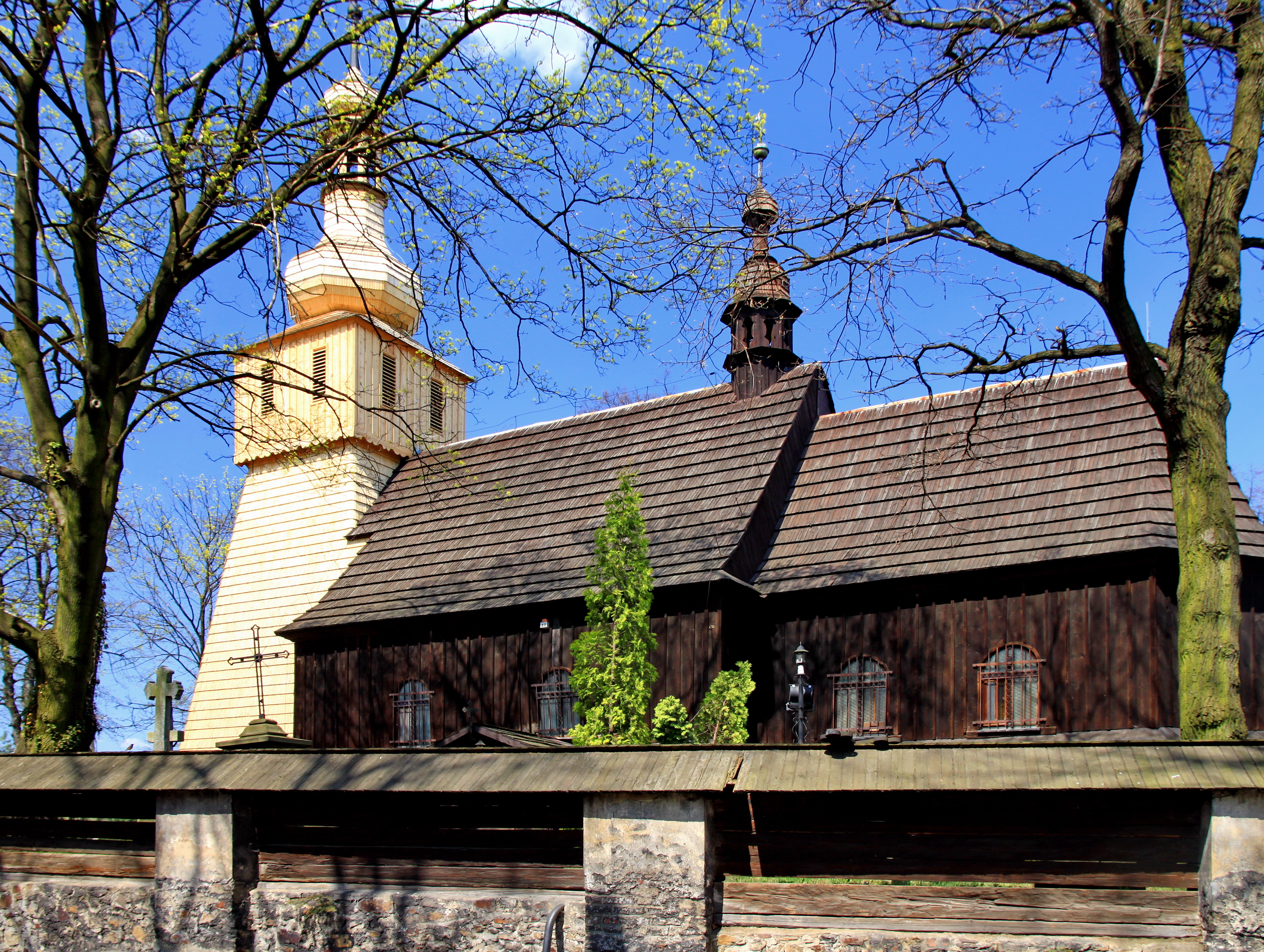
Widok boczny kościoła
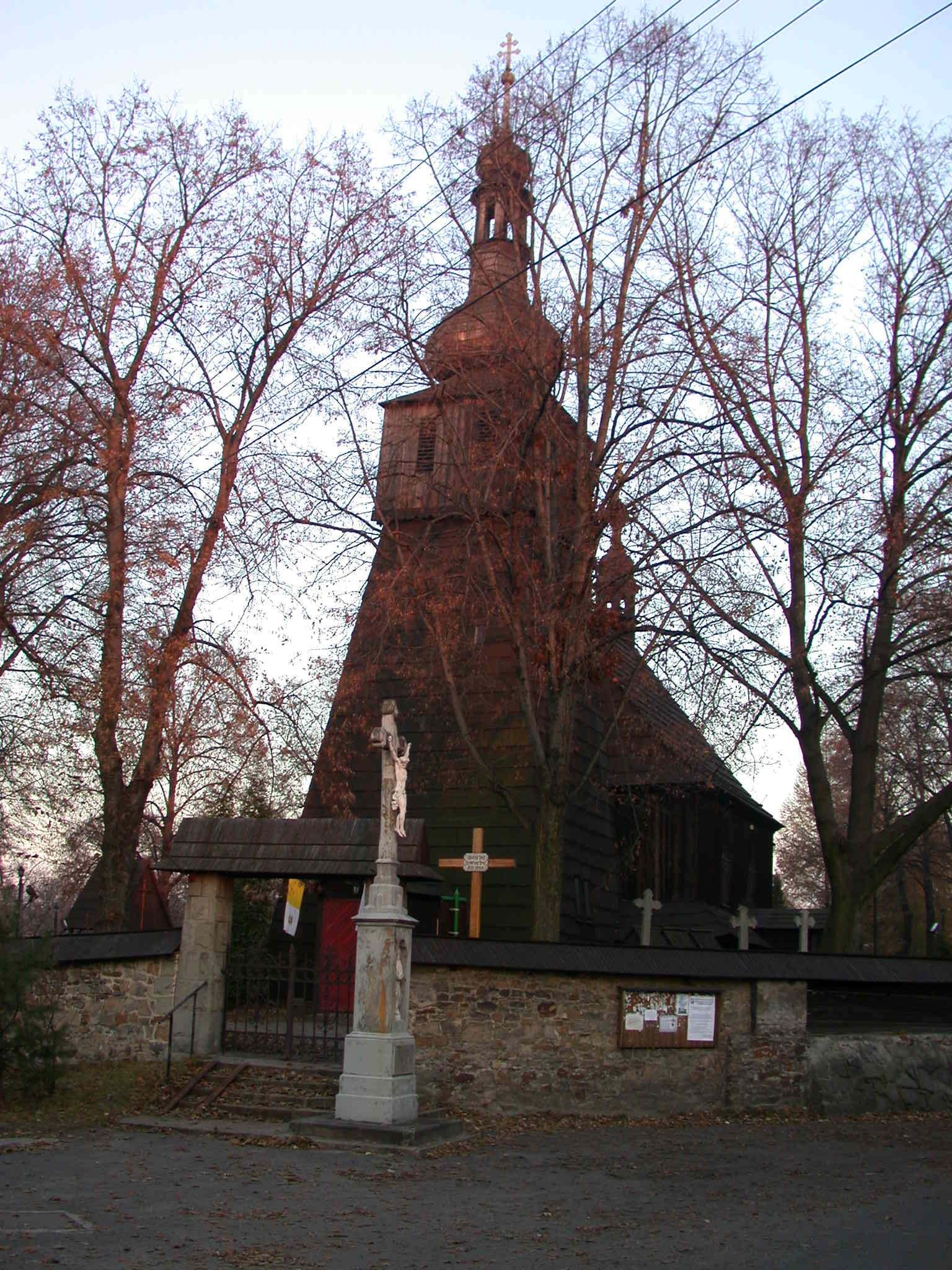
Kościół przed renowacją